# Pierre Trividic
Pour les articles homonymes, voir Trividic.
Pierre Trividic est un réalisateur et scénariste français, né le 1er avril 1957 à Quimper.

## Biographie
Pierre Trividic suit des études de droit mais aussi d’histoire de l’art, et étudie à l’Institut des hautes études cinématographiques (IDHEC) de 1980 à 1986. Il réalise plusieurs vidéos entre 1987 et 1991 et est lauréat de la Villa Médicis hors-les-murs en 1989,.
Il devient scénariste pour le cinéma, par exemple sur Petits arrangements avec les morts de Pascale Ferran (qu'il connaît depuis l'IDHEC), ou Ceux qui m’aiment prendront le train de Patrice Chéreau. Il travaille également comme réalisateur en duo avec son compagnon Patrick Mario Bernard depuis 1996, notamment sur le documentaire Lovecraft consacré à l'écrivain américain Howard Phillips Lovecraft, et à son univers, mais aussi, entre autres, sur Dancing, sorti en 2003 et sur L'Autre, sorti en 2009. Ce long-métrage de 2009 est une adaptation d'un roman d'Annie Ernaux (L'Occupation). Pour son rôle dans ce film, Dominique Blanc reçoit le prix d'interprétation féminine à la Mostra de Venise 2008,. L'Angle mort, tourné en 2018, est l'occasion de reconstituer, quelques années plus tard, ce duo atypique avec Patrick Mario Bernard.
Entre ces multiples collaborations, il mène d'autres projets et intervient notamment sur Lady Chatterley, de nouveau  avec Pascale Ferran. Le film s'appuie sur le roman de D.H. Lawrence, et constitue un travail d'adaptation récompensé d'un César en 2007.

## Filmographie

### Comme réalisateur
- 1994 : Jules Verne en trois voyages, soirée Thema animée par Michel Serres, Arte
- 1999 : Un siècle d'écrivains : Le Cas Howard Phillips Lovecraft : toute marche mystérieuse vers un destin, co-réalisé avec Patrick Mario Bernard (documentaire tv)[9]
- 2000 : Un siècle d'écrivains: Les Deux Vies du chat Radiguet, co-réalisé avec Jean-Christophe Averty
- 2001 : Ceci est une pipe, co-réalisé avec Patrick Mario Bernard (court métrage documentaire)
- 2003 : Dancing, co-réalisé avec Patrick Mario Bernard et Xavier Brillat
- 2006 : Une famille parfaite, co-réalisé avec Patrick Mario Bernard (téléfilm)
- 2009 : L'Autre, co-réalisé avec Patrick Mario Bernard[5],[6]
- 2019 : L'Angle mort[10], co-réalisé avec Patrick Mario Bernard

### Comme scénariste
- 1983 : Souvenir de Juan-les-Pins de Pascale Ferran (court métrage)
- 1989 : Un dîner avec M. Boy et la femme qui aime Jésus de Pascale Ferran (court métrage)
- 1994 : Petits arrangements avec les morts de Pascale Ferran
- 1998 : Ceux qui m'aiment prendront le train de Patrice Chéreau
- 2003 : Dancing
- 2006 : Une famille parfaite
- 2009 : L'Autre, co-écrit avec Patrick Mario Bernard
- 2007 : La Clef de Guillaume Nicloux
- 2017 : Marvin ou la Belle Éducation d'Anne Fontaine
- 2019 : L'Angle mort, co-écrit avec Patrick Mario Bernard

### Comme dialoguiste
- 2006 : Lady Chatterley, de Pascale Ferran

### Comme acteur
- 2003 : Dancing - Patrick Kérisit
- 2012 : L'Affaire Gordji : Histoire d'une cohabitation de Guillaume Nicloux, téléfilm

## Distinctions
- Prix du Festival international des programmes audiovisuels de Biarritz (FIPA) pour le documentaire, en 1999 : pour Le Cas Howard Phillips Lovecraft, ex æquo avec Fotoamator, de Dariusz Jablonski[11]
- Une Spire d'argent lors du Festival international du film de San Francisco 1999 - catégorie Television - The Arts, pour Un siècle d'écrivains : Le cas Howard Phillips Lovecraft
- Un Docúpolis Award lors du Festival Internacional Documental de Barcelona-Docúpolis 2001, pour Ceci est une pipe
- César de la meilleure adaptation, conjointement avec Pascale Ferran et Roger Bohbot, en 2007, pour Lady Chatterley[12]